# 比亞雷扎湖
比亞雷扎湖（白俄羅斯語：Бярэжа）是白俄羅斯的湖泊，由維捷布斯克州負責管轄，長2.2公里、寬1.4公里，面積1.93平方公里，集水區面積11.6平方公里，湖岸線長度6.4公里，最大水深8.2米。